# Nereis amoyensis
Nereis amoyensis är en ringmaskart som först beskrevs av Treadwell 1936.  Nereis amoyensis ingår i släktet Nereis och familjen Nereididae. Inga underarter finns listade i Catalogue of Life.